# Starlet Suicide
Starlet Suicide var ett svenskt glamrockband. Det bildades 2004 och splittrades 2007. De spelade rock/punk med glamutseende.
Starlet Suicide har turnerat i Sverige, Holland, Tyskland, Frankrike, Belgien och Finland. Bara några månader innan de splittrades fick de ett stipendium från David Hellmans (Dave Lepard, Crashdïet) minnesfond för att hjälpa unga musiker lyckas med sina drömmar.
Medlemmar 2007:
- Jennyfer Star (sång, gitarr, numera soloartist)
- Rikki Riot (bas, numera i Sister)
- Dallas Chrome (gitarr, numera i Leaded Fuel)
- Sammy Sparks (trummor)

Tidigare medlemmar:
- Theodor Paine - gitarr
- Karl Thunder - trummor

## Diskografi
- 2006 - Makin All The Noize
  1. Makin All the Noize
  2. Heartless
  3. Shake It Up
  4. Dirt
- 2005 - Out Of Your League
  1. Try to Break Me
  2. Hairspray Lover
  3. Over the Top
  4. I'll Be Gone
- 2004 - Broken Doll
  1. It's A Disease
  2. You Make My Heart Go
  3. Steal My Pride
  4. Waste Me Away